# 圭亞那國旗
現用的圭亞那國旗於1966年制定，該旗幟由著名的國際旗幟學專家惠特尼·史密斯（Whitney Smith）所設計。綠色代表森林和農業；白色代表河流，黃色代表國家財富與礦藏，黃色三角形箭頭代表國家前進的步伐；黑邊紅三角形則代表人民建設新國家的活力和熱誠。

## 歷史旗帜
- 1875–1906
- 总督旗，1875年–1906年
- 1906–1919
- 1919–1955
- 总督旗，1906年–1955年
- 1955–1966
- 总督旗，1955年–1966年
- 史密斯提议的旗帜，1962 年

## 总统旗帜
- 圭亚那1970年-1980年总统旗帜。钟亚瑟总统使用的旗帜。
- 圭亚那1980年-1985年总统旗帜。福布斯·伯纳姆总统使用的旗帜。
- 圭亚那1985年-1992年总统旗帜。戴斯蒙德·霍伊特总统使用的旗帜。
- 切迪·贾根总统领导下的圭亚那1992年到1997年总统旗帜
- 切迪·贾根总统领导下的圭亚那1997年到1999年总统旗帜
- 圭亚那1999年-2015年总统旗帜。巴拉特·贾格迪奥和唐纳德·拉莫塔总统使用的旗帜。
- 唐纳德·拉莫塔总统使用的旗帜
- 圭亚那2015年-2020年总统旗帜。戴维·格兰杰总统领导下的圭亚那总统旗帜变体
- 2020年现行总统旗帜。
- 伊尔凡·阿里总统使用的旗帜。
- 圭亚那总统领导下的国防部旗帜

## 其他旗帜

圭亚那国防军军旗
圭亚那国防军旗帜
圭亚那民航旗帜

## 外部連結
- 蓋亞那國旗格式與歷代國旗演變史